# Muscoherzogia pauperculata
Muscoherzogia pauperculata är en bladmossart som beskrevs av Ryszard Ochyra 1982. Muscoherzogia pauperculata ingår i släktet Muscoherzogia och familjen Dicranaceae. Inga underarter finns listade i Catalogue of Life.